# Apple FileWare

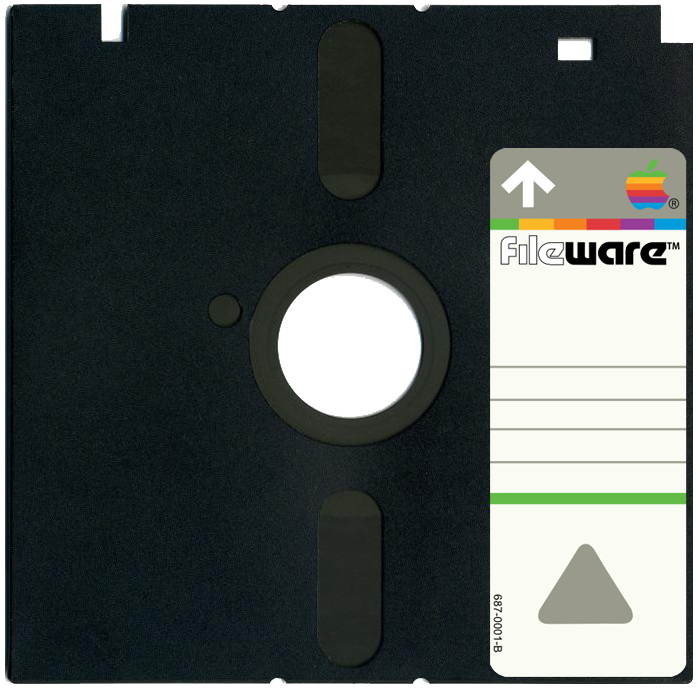
Disquet Fileware

Van rebre el nom d'Apple FileWare, tant els disquets com les unitats per al seu processament que van ser dissenyats per Apple Computer com una alternativa de més alt rendiment que els sistemes Disk II i Disk III utilitzats en els ordinadors personals Apple II i Apple III. També es coneixen, en la documentació del servei tècnic, com unitats Apple 871, basant-se en la seva capacitat aproximada d'emmagatzematge en kilobytes, però generalment es coneixen pel seu nom de codi, Twiggy, que feia referència a la famosa model dels anys 60.

## Història
El 1978, Apple va tenir la idea de desenvolupar el seu propi mecanisme de disc per al seu ús en els nous ordinadors de negoci Apple III i Apple Lisa que estaven desenvolupament, el FileWare. Ja des del principi es van trobar amb dificultats que els van impedir ser incorporats a l'Apple III, que va continuar utilitzant el disseny de Shugart modificat anteriorment per al Disk II.Finalment, les unitats FileWare van ser implementades a l'ordinador Lisa, llançat el 19 de gener de 1983. L'ordinador original Macintosh al principi va ser dissenyat per dur instal·lada una unitat Shugart modificada, més tard, una unitat FileWare, i finalment es va lliurar amb la unitat de disc de 3.5 "400k de Sony. Apple planejava que les unitats de FileWare estiguessin disponibles per a l'Apple II i l'Apple III, i les anunciava sota els noms UniFile i DuoFile (per a les unitat individuals o dobles, respectivament), aquests productes mai van ser comercialitzats.

## Unitats de disquet
Les unitats FileWare són de 5¼" de doble cara, però no són compatibles mecànicament amb els disquets estàndard de doble cara de la indústria. En una unitat de disquet d'una sola cara, el cap del disc s'oposa a un coixí d'escuma que pressiona el capçal contra el disquet. En una unitat de disquet normal de doble cara, els caps superior i inferior s'oposen gairebé directament els uns als altres. els tècnics d'Apple estaven preocupats pel desgast, com també per la influència del camp magnètic d'un capçal en escriure les dades deixant la seva empremta magnètica interferint sobre la pista magnètica de l'altre cara, problemàtic a l'hora de la lectura (problema que la indústria estava en vies de solucionar, creuant un cert angle l'entreferro d'un capçal respecte l'altre) i, van dissenyar la unitat FileWare de manera que els capçals superior i inferior estiguessin en costats oposats del disquet, cada un pressionat pel seu coixí corresponent. Com que només hi ha un actuador (motor pas a pas) per moure ambdós caps, quan un cap està a prop del centre del disquet, l'altre està a prop de la vora exterior.
La unitat té aproximadament la mateixa mida que una disquetera estàndard de 5¼ ", però no utilitza les ubicacions estàndard dels forats de muntatge. La interfície elèctrica és completament diferent de la de les unitats estàndard, però conceptualment similar a la del Disc II d'Apple.

## Disquet
El disquet FileWare té les mateixes dimensions generals d'un disquet normal de 5¼ polzades, però a causa de la disposició del capçal, la jaqueta té uns forant no estàndard per als capçals, amb dos conjunts de retalls en costats oposats del centre de gir. El sensor de protecció d'escriptura també es troba en una ubicació no estàndard, encara que la majoria de disquets de FileWare es van produir sense ranura de protecció contra escriptura. La funda tenia un entall a una cantonada que servia de clau per evitar la inserció del disquet en una orientació incorrecta, i un forat rectangular que la unitat podia utilitzar per retenir el disquet, evitant que no es retirés fins que el l'aplicació ho permetés.
Les unitats de FileWare utilitzen 62,5 pistes per polzada en comptes de l'estàndard de 48 o 96 TPI i utilitzen una alta densitat de flux (comparable al format IBM 1.2MB posterior introduït amb el PC/AT). Això requereix un suport magnètic d'alta densitat personalitzat. La coercitivitat del support magnètic requerida és similar a la del disquet de 1,2 MB, de manera que és possible modificar la jaqueta d'un disquet de 1,2 MB per utilitzar-lo en una unitat FileWare.

## Format
El format del disc utilitza l'enregistrament de grups codificats (GCR) de manera molt similar a la del disc II. La unitat conté circuits per permetre el control del software sobre la velocitat del motor, que s'utilitza per mantenir una taxa de transició de flux gairebé constant en totes les pistes, de manera que es puguin emmagatzemar més dades a les pistes externes.
Cada sector físic emmagatzema 512 bytes de dades i 20 bytes d'etiquetes. Cada costat del disc tenia 46 pistes i el nombre de sectors per pista variava de 15 a 22. Això dona com a resultat 851 sectors per costat, o una capacitat total de 871.424 bytes. El manual de maquinari de Lisa no indica explícitament el nombre total de sectors, però la pàgina 173 indica que hi ha 4 pistes de 22 sectors, 7x21, 6x20, 6x19, 6x18, 7x16 i 4x15. El controlador utilitza circuits similars al controlador del Disc II, però funciona amb velocitat de rellotge doble. El controlador utilitza un microprocessador dedicat MOS 6504; en Lisa està situat a la targeta d'E/S del sistema i, per als productes UniFile/DuoFile, es troba en una targeta d'interfície que es connecta a una ranura d'expansió perifèrica. La targeta I/O del Lisa 2/10 i del Macintosh XL utilitza el xip de controlador IWM substituint els xips TTL del disseny anterior..

## Fiabilitat
En la prova de camp, les unitats de FileWare van resultar ser poc fiables. A principis de 1984, Apple va introduir el Lisa 2, que utilitzava una sola unitat de disquet Sony de 3½" en lloc dels dues unitats FileWare del Lisa original. Es va oferir una actualització gratuïta als propietaris del Lisa 1.